# 주거수색죄
주거수색죄(住居搜索罪)는 사람의 신체, 주거, 관리하는 건조물, 자동차, 선박이나 항공기 또는 점유하는 방실을 수색하는 죄이다. 3년 이하의 징역에 처한다(321조). 본죄는 합법적으로 들어간 자가 불법하게 사람 또는 물건을 발견하기 위한 수색 행위를 하는 것을 말한다. 형사소송법의 규정(형소 109조, 137조)에 의한 수색이 위법성을 조각함은 물론이다.